# Homalocephala similis
Homalocephala similis är en tvåvingeart som först beskrevs av Cresson 1924.  Homalocephala similis ingår i släktet Homalocephala och familjen fläckflugor. Inga underarter finns listade i Catalogue of Life.